# Nyctemera velans
Nyctemera velans là một loài bướm đêm thuộc phân họ Arctiinae, họ Erebidae.